# Iris Clert
Iris Clert (* um 1917 in Athen; † 1986 in Cannes) war eine griechisch-französische Kunst-Galeristin und Sammlerin.

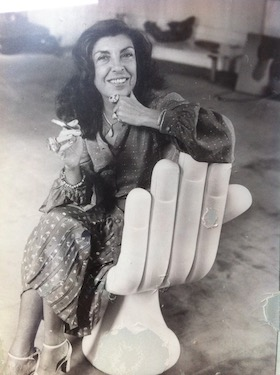
Iris Clert

## Leben
Iris Clert (Geburtsname: Iris Athanassiadis) wurde in eine bürgerliche griechische Familie hineingeboren. Im Alter von fünf Jahren ging sie mit ihrer Mutter nach dem Brand von Izmir, dem Tausende von Griechen und Armenier zum Opfer fielen, ins Exil nach Frankreich. Von dort aus entdeckte sie Wien und Paris; diesen beiden Weltstädten blieb sie zeitlebens aufs engste verbunden. Wegen ihrer ausgeprägten politischen Gesinnung engagierte sie sich mit ihrem Ehemann Claude Clert aktiv von 1939 bis 1945 in der französischen Résistance während des Zweiten Weltkrieges.
1955 gründete sie in der Rue des Beaux-Arts im Quartier Saint-Germain-des-Prés im Herzen von Paris die Galerie Iris Clert für Kunst. An ihrem ursprünglichen Standort führte sie diese bis zum Jahr 1963, zog danach bis 1971 in größere Räumlichkeiten in derselben Straße um. Die Galerie hatte großen Erfolg. Danach schloss Iris Clert sie aus persönlichen Gründen und zog sich anschließend ganz aus der Öffentlichkeit in eine selbstgewählte Anonymität zurück.

## Tätigkeit als Galeristin
1955 lernte sie den jungen Künstler Yves Klein kennen, von dessen avantgardistischen Ideen sie anfangs nicht angetan war. Dennoch gab sie ihm 1957 die Chance einer Ausstellung, die Klein in überzeugender Weise nutzte: seine Idee war es, ca. 250 postkartengroße Arbeiten von etwa 100 Künstlern in dem einzigen relativ kleinen Raum der Galerie auszustellen, darunter Namen wie Pablo Picasso, Max Ernst und zahlreichen Avantgarde-Künstler aus dem Pariser Umfeld. Die Ausstellung unter der Bezeichnung Micro-Salon d’Avril wurde ein voller Erfolg, Iris Clert war mit ihrer kleinen Galerie plötzlich am Markt in der Pariser Avantgarde.
Im Mai 1957 stellte Klein erstmals eigene Werke in der Galerie aus, monochrome Arbeiten, überwiegend in blauer Farbe gehalten, die die Abstraktion in rigoroser Weise immer weiter trieben. Der Höhepunkt dieser Reduzierungen war die Ausstellung «Le Vide» („Die Leere“), die Yves Klein ein Jahr später bei Iris Clert präsentierte, indem er den Galerieraum komplett ausräumte und die Wände mit weißer Farbe anstrich. Zum Eröffnungsabend schaffte es Clert durch Kontakte, zwei Republikanische Garden als „Türsteher“ zu engagieren, die normalerweise nur in Begleitung hoher Politiker auftraten und der Eröffnung die Wirkung eines „Staatsereignisses“ verliehen. Allein zur Eröffnung kamen 3000 Gäste, und der Erfolg war so groß, dass die Ausstellungszeit um eine Woche verlängert wurde. Damit wurde die Galerie trotz ihrer minimalen Raumdimensionen endgültig zu einem der wichtigsten künstlerischen Zentren der Seine-Metropole Paris.
Große Namen, auch aus anderen kulturellen Bereichen, wurden zu Freunden der Galerie. Albert Camus besuchte sie ebenso wie die Künstler Arman und Jean Tinguely, die in den Folgejahren immer wieder dort ausstellten. Auch mit dem Sammler von Avantgarde-Kunst und Mäzen Theodor Ahrenberg entwickelte sich eine intensive Freundschaft. Die Anerkennung Yves Kleins und Iris Clerts führte dazu, dass beide den Auftrag zur künstlerischen Ausgestaltung des neugebauten Musiktheaters im Revier in Gelsenkirchen erhielten. In Zusammenarbeit mit dem Architekten Werner Ruhnau und anderen Künstlern entwickelten beide speziell für dieses Gebäude große wandhohe blaue Reliefs, die teilweise mit Naturschwämmen besetzt wurden. Diese von 1957 bis 1959 durchgeführten Arbeiten gelten als Yves Kleins Hauptwerk.
Eine besondere Würdigung der Arbeit Iris Clerts wurde ihr 1961 in der Ausstellung "Les 41 présentent Iris Clert dans sa nouvelle galerie" in ihrer neu eröffneten Galerie zuteil, für die zahlreiche hochrangige Künstler Porträts von der Galeristin anfertigten. Robert Rauschenberg schoss den Vogel ab: Da er vergessen hatte, ein Porträt von Clert anzufertigen, schickte er ihr im letzten Augenblick ein Telegramm, das Einzug in die Kunstgeschichte finden sollte: „THIS IS A PORTRAIT OF IRIS CLERT IF I SAY SO“ („Dies ist ein Portrait von Iris Clert, wenn ich das so will“). In der Ausstellung zeigte Arman ein "Portrait-robot d’Iris", indem er verschiedene Objekte und Accessoires der Galeristin in einem durchsichtigen Plexiglaskasten präsentierte.
Ab 1958 gab es einen Konflikt zwischen Yves Klein und Jean Tinguely um die Einbindung des Magnetismus in der Kunst, zusätzlich hatte sich auch Takis in Unkenntnis der Situation mit dieser Kunst beschäftigt. Iris Clert, die alle drei als Galeristin vertrat, musste zwischen den Künstlern vermitteln.
Der plötzliche Tod von Yves Klein am 6. Juni 1962 bedeutete auch für Iris Clert einen tiefen Einschnitt. Nach dem Umzug der Galerie in neue, größere Räume 1963 wurde ihre Ausrichtung kommerzieller, sie folgte dem Mainstream und richtete sich bis zu ihrer Schließung an den bereits etablierten Künstlern aus.